# Jaimy Ravensbergen
Jaimy Ravensbergen (Leiden, 19 maart 2001) is een Nederlands voetbalspeelster, die uitkwam als aanvaller voor ADO Den Haag en sinds 2023 voor FC Twente speelt.

## Clubcarrière
In haar jeugd speelde Ravensbergen bij DoCoS in Leiden. Vanaf het seizoen 2019/20 speelde ze bij het eerste elftal van ADO Den Haag.
In februari 2023 tekende Ravensbergen een contract bij FC Twente. Ravensbergen liep in april 2023 een kruisbandblessure op, waarop een lange revalidatieperiode volgde. Op 1 mei 2024, meer dan een jaar na het tekenen van haar contract bij FC Twente, maakte Ravensbergen in een uitwedstrijd tegen Fortuna Sittard haar debuut voor FC Twente. In de daaropvolgende wedstrijd maakte Ravensbergen haar basidebuut voor FC Twente in een thuiswedstrijd tegen Telstar. Door twee doelpunten te maken, wist ze voor haar club het landskampioenschap veilig te stellen.
In het seizoen 2024/25 werd Nikée van Dijk als concurrente gehaald door FC Twente. Nadat in de eerste wedstrijden van het seizoen Van Dijk in de spits stond bij FC Twente, wist Ravensbergen vanaf oktober 2024 alsnog een basisplaats af te dwingen bij de Enschedese club. Op 15 april 2025 tekende Ravensbergen een nieuwe verbintenis die haar tot medio 2027 aan FC Twente verbonden houdt. Met de Tukkers wist Ravensbergen op 17 mei 2025 landskampioen van Nederland te worden. Na een 0-2 achterstand wist Ravensbergen door haar derde hattrick van het seizoen hoogstpersoonlijk haar club aan een nieuwe titel te helpen. Met 23 doelpunten werd Ravensbergen topscoorster van de Vrouwen Eredivisie van het seizoen 2024/25. Ook leverde het haar een nominatie voor een Eredivisie Award in de categorie beste speelster op.

## Statistieken
| Seizoen | Club         | Land      | Competitie | Wedstrijden | Doelpunten |
| ------- | ------------ | --------- | ---------- | ----------- | ---------- |
| 2017/18 | ADO Den Haag | Nederland | Eredivisie | 0           | 0          |
| 2018/19 | ADO Den Haag | Nederland | Eredivisie | 3           | 0          |
| 2019/20 | ADO Den Haag | Nederland | Eredivisie | 10          | 1          |
| 2020/21 | ADO Den Haag | Nederland | Eredivisie | 17          | 7          |
| 2021/22 | ADO Den Haag | Nederland | Eredivisie | 24          | 11         |
| 2022/23 | ADO Den Haag | Nederland | Eredivisie | 12          | 10         |
| 2023/24 | FC Twente    | Nederland | Eredivisie | 2           | 2          |
| 2024/25 | FC Twente    | Nederland | Eredivisie | 19          | 23         |
| Totaal  | Totaal       | Totaal    | Totaal     | 87          | 54         |

Laatste update: 14 juli 2025

## Interlandcarrière
Jaimy Ravensbergen maakte haar interlanddebuut op 18 februari 2017 in de vriendschappelijke wedstrijd van Nederland O16 tegen Portugal O16.In de EK-kwalificatiewedstrijd van Oranje O17 tegen Estland O17 op 4 oktober 2017 scoorde ze haar eerste interlanddoelpunt.